# Joarilla de las Matas
Joarilla de las Matas es un municipio y villa española de la provincia de León, en la comunidad autónoma de Castilla y León. Cuenta con una población de 245 habitantes (INE 2024).

## Medio natural
Una pequeña parte del este de su término municipal, en las cercanía de Valdespino de Vaca, está integrada dentro de la Zona de especial protección para las aves denominada La Nava - Campos Norte perteneciente a la Red Natura 2000.

## Pedanías
- San Miguel de Montañán
- Valdespino de Vaca

## Demografía

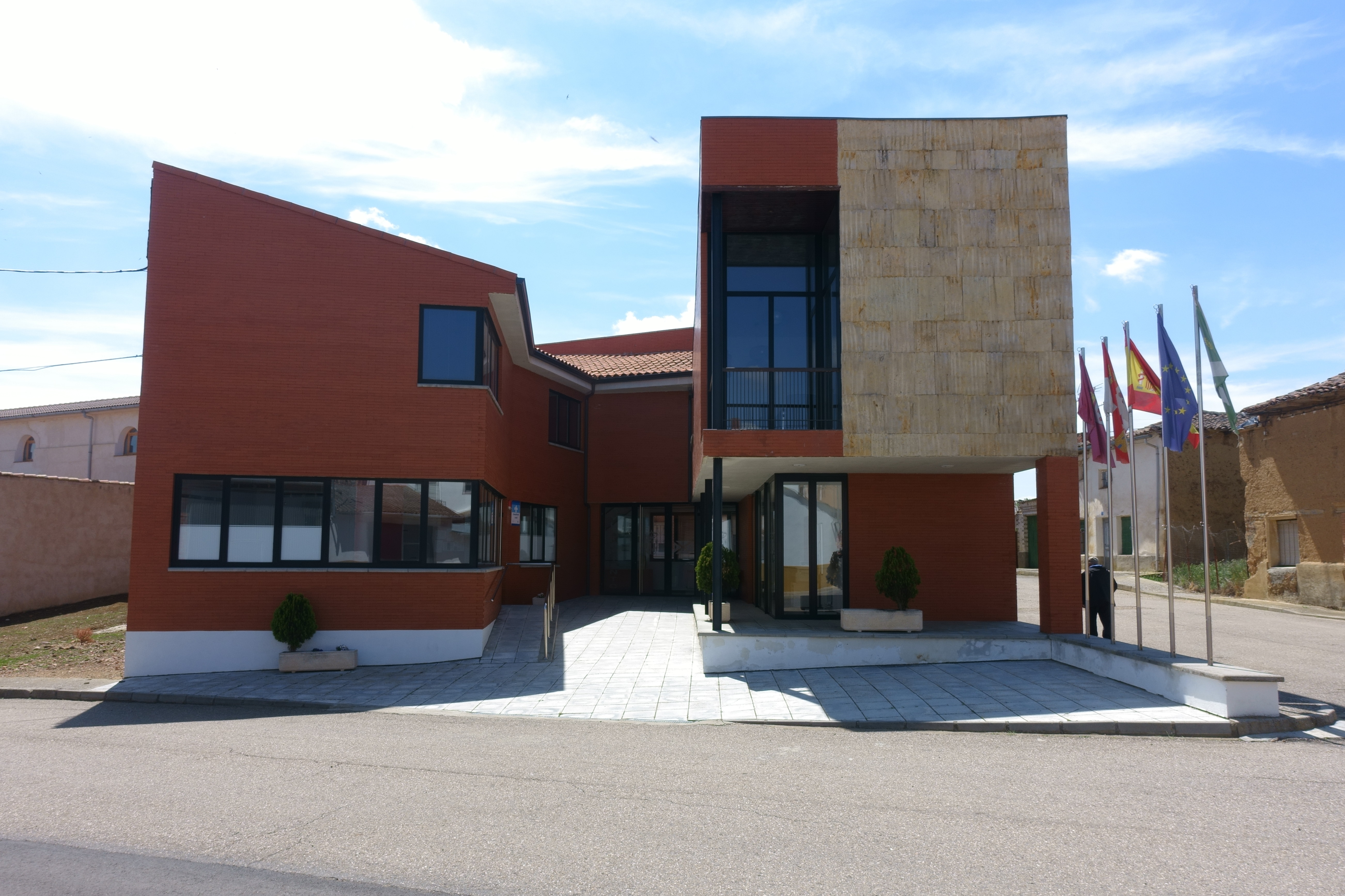
Casa consistorial

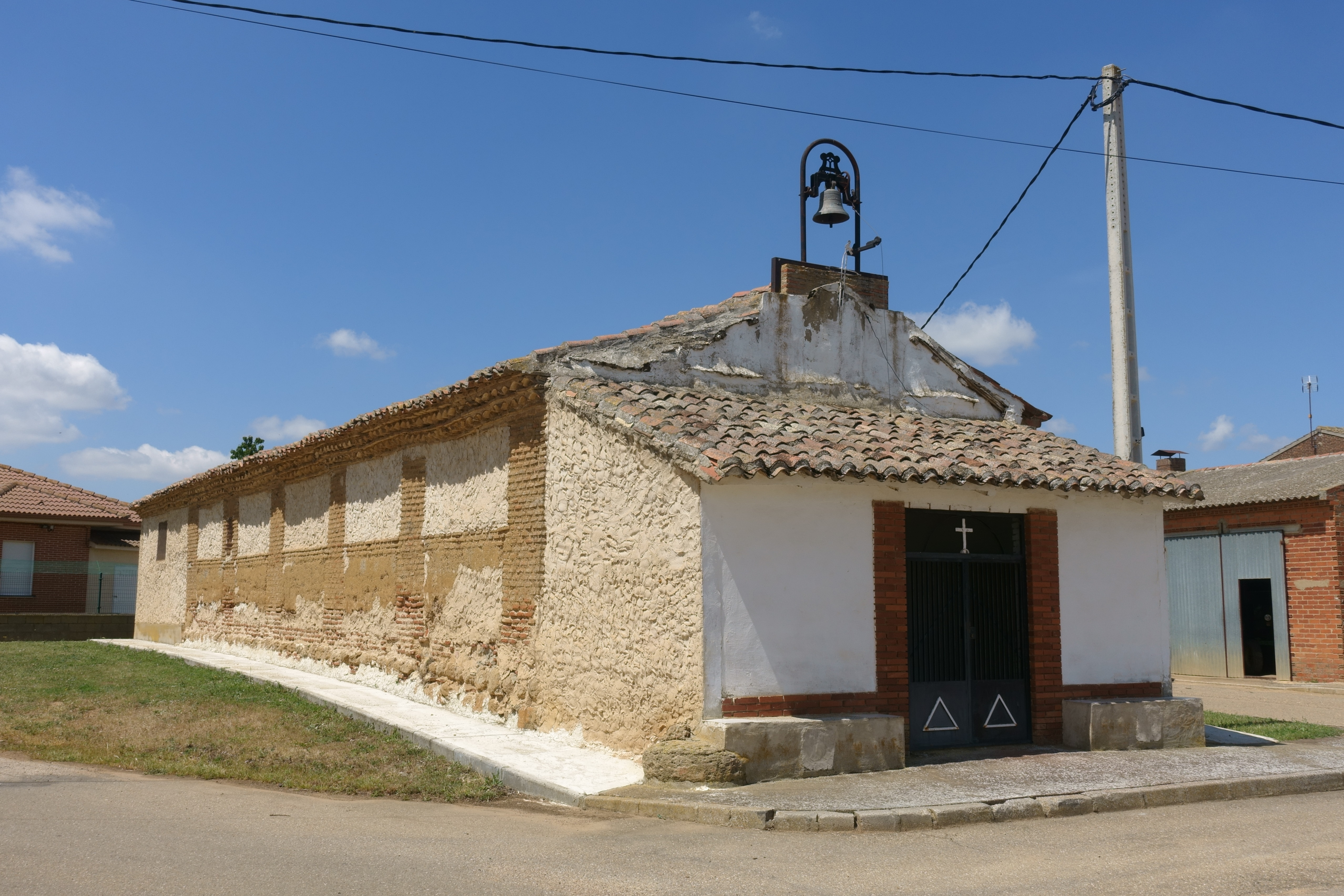
Ermita del Humilladero

Cuenta con una población de 245 habitantes (INE 2024).
| Gráfica de evolución demográfica de Joarilla de las Matas entre 1842 y 2021                                           |
| |
| Población de derecho según los censos de población del INE. Población de hecho según los censos de población del INE. |